# Prinz-Claus-Preis
Der Prinz-Claus-Preis (niederländisch Prins Claus Prijs) wird seit 1997 jährlich von der niederländischen „Prinz-Claus-Stiftung für Kultur und Entwicklung“ verliehen. Mit ihm werden Personen und Organisationen geehrt, die sich in besonderer Weise in der zeitgenössischen Kultur hervorgetan haben.
Er ist nach Prinz Claus, dem Ehemann von Königin Beatrix der Niederlande, benannt. Es wird ein mit 100.000 Euro dotierter Hauptpreis vergeben. Zusätzlich erhalten bis zu 10 weitere Laureaten Preise mit einem Preisgeld in Höhe von jeweils 25.000 Euro.

## Preisträger

### 1997

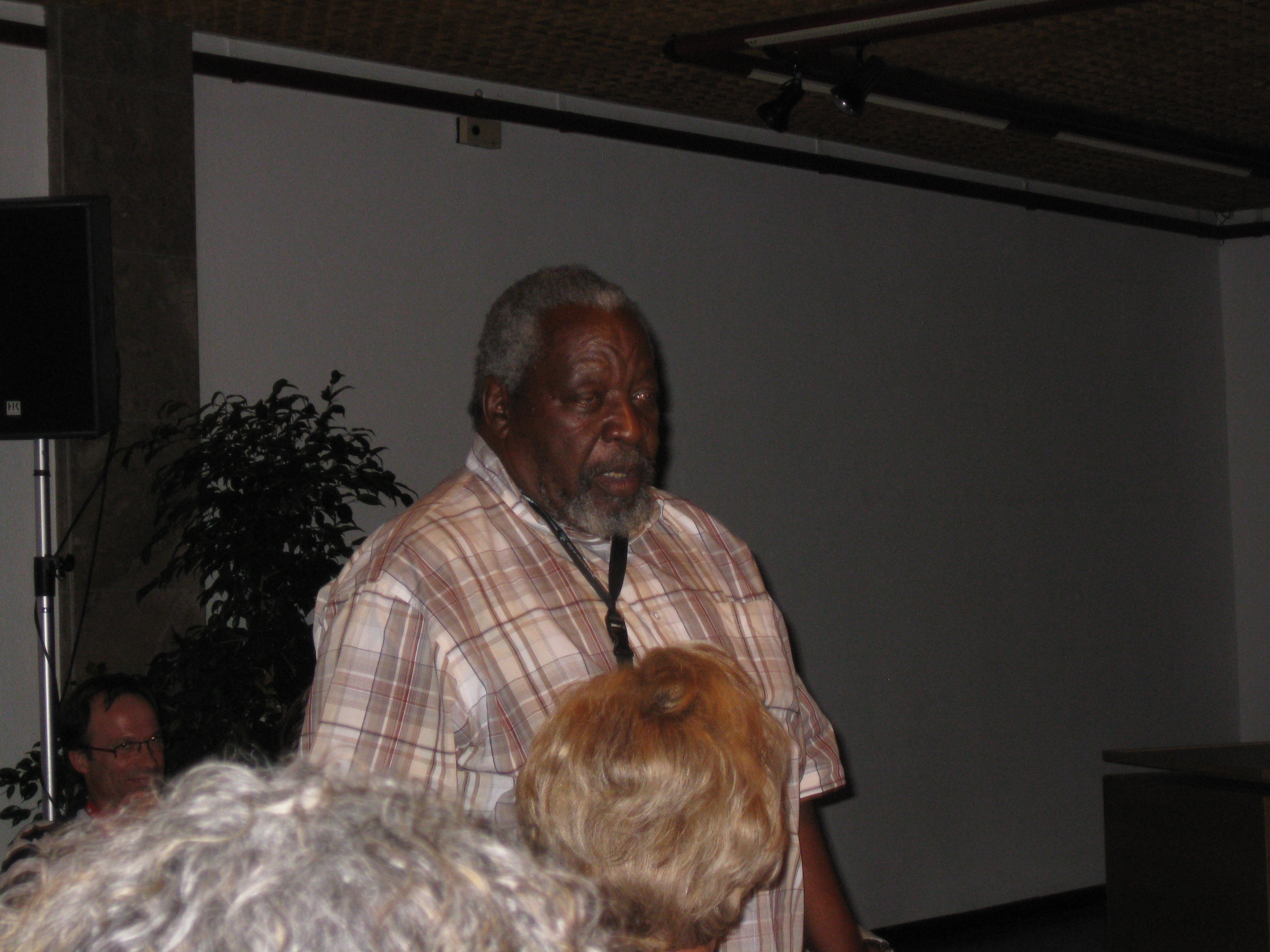
Malangatana Ngwenya

- Internationale Buchmesse von Simbabwe  (Simbabwe), Buchmesse (Hauptpreis)
- CODESRIA (Senegal), Entwicklung sozialwissenschaftlicher Forschung
- Index on Censorship (Vereinigtes Königreich), Pressefreiheit
- Malangatana Ngwenya (Mosambik), Kunstmaler und Dichter
- J. H. Kwabena Nketia (Ghana), Ethnomusikologe und Komponist
- Sardono Waluyo Kusumo (Indonesien), Choreograph, Tänzer und Filmschaffender
- Bruno Stagno (Chile/Costa Rica), Architekt
- Jim Supangkat (Indonesien), Bildhauer, Kunstkritiker und Konservator
- Abdeljelil Temimi (Tunesien), Historiker
- Ernest Wamba dia Wamba (Demokratische Republik Kongo), politischer Philosoph

### 1998

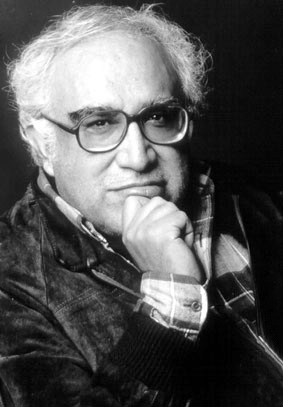
Carlos Monsiváis

- Seidnaly Sidhamed, alias Alphadi (Niger) (Hauptpreis), Modeschöpfer
- Oumou Sy (Senegal) (Hauptpreis), Modeschöpferin
- Tetteh Adzedu (Ghana) (Hauptpreis), Modeschöpfer
- Rakhshan Bani-Etemad (Iran), Filmschöpfer
- Heri Dono (Indonesien), Kunstmaler, Bildhauer und Installationskünstler
- Ticio Escobar (Paraguay), Kunstkritiker, Konservator und Museumsdirektor
- Jyotindra Jain (Indien), Kunst- und Kulturwissenschaftler
- Jean-Baptiste Kiéthéga (Burkina Faso), Archäologe und Historiker
- David Koloane (Südafrika), Künstler und Konservator
- Baaba Maal (Senegal), Sänger
- Carlos Monsiváis (Mexiko), Schriftsteller, Philosoph und Journalist
- Redza Piyadasa (Malaysia), Künstler und Kunstkritiker
- Rogelio Salmona (Kolumbien), Architekt
- Kumar Shahani (Indien), Filmschöpfer
- Tian Zhuangzhuang (China), Filmschöpfer
- Nazik Saba-Yared (Libanon), Schriftstellerin, Essayistin und Literaturkritikerin

### 1999

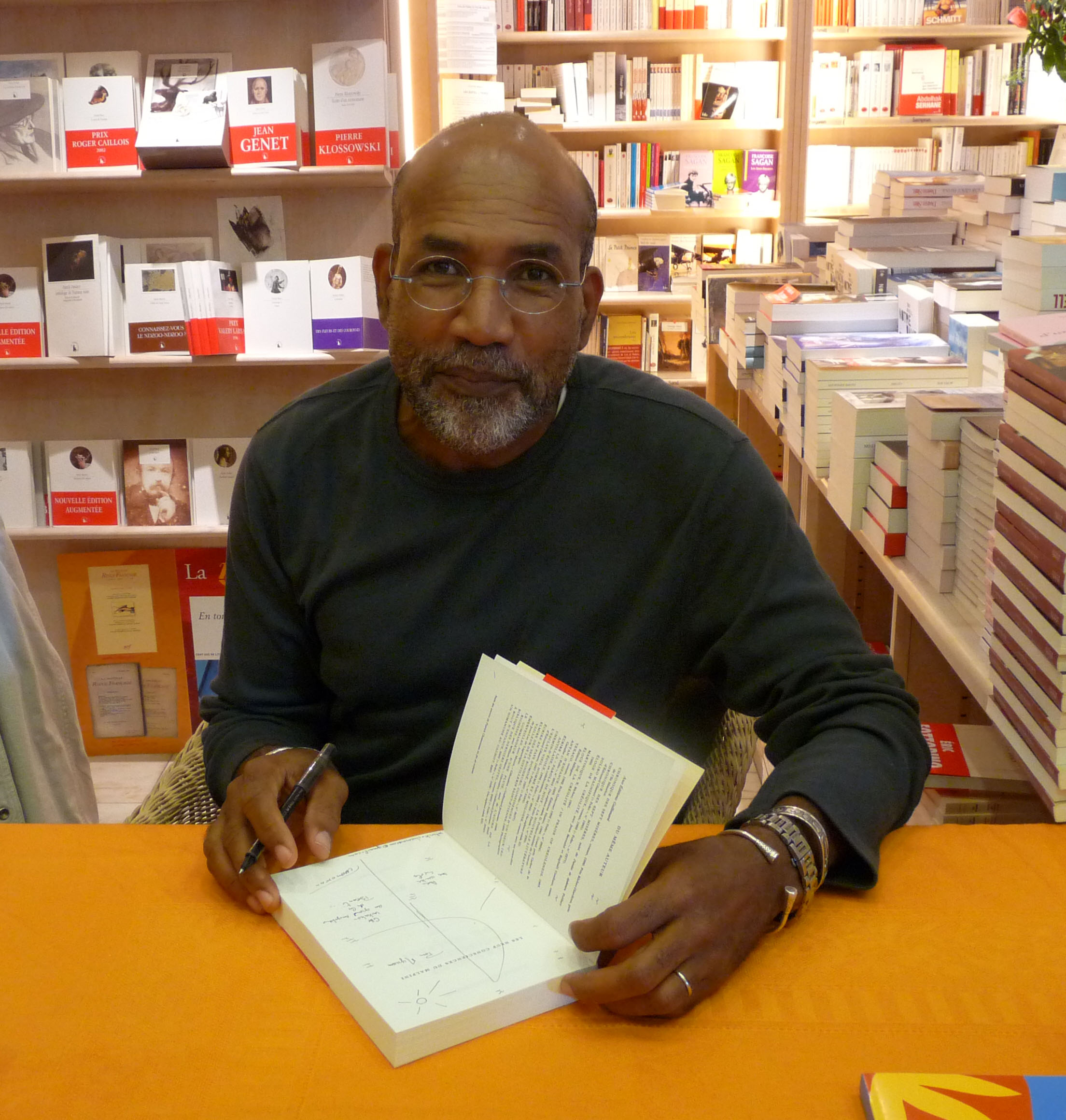
Patrick Chamoiseau

- Mohamed Fellag (Frankreich/Algerien) (Hauptpreis), Komiker, Schauspieler und Schriftsteller
- Vitral (Kuba) (Hauptpreis), sozial-kulturelles Zeitschrift
- Al Jazeera (Katar) (Hauptpreis), unabhängiges Netzwerk von Fernsehsendern
- Patrick Chamoiseau (Martinique), Schriftsteller
- Paulin J. Hountondji (Benin), Philosoph
- Cildo Meireles (Brasilien), Bildhauer, Installations- und konzeptueller Künstler
- Pepetela (Angola), Schriftsteller
- Dessalegn Rahmato (Äthiopien), Soziologe
- Juana Marta Rodas und Julia Isídrez (Paraguay), Keramikkünstler
- Claudia Roden (Großbritannien), Kochbuchschriftstellerin
- Cheick Oumar Sissoko (Mali), Filmschöpfer
- Cai Zhizhong (Taiwan), Cartoonist, Comiczeichner und Zeichentrickfilmproduzent
- Ken Yeang (Malaysia), Architekt

### 2000

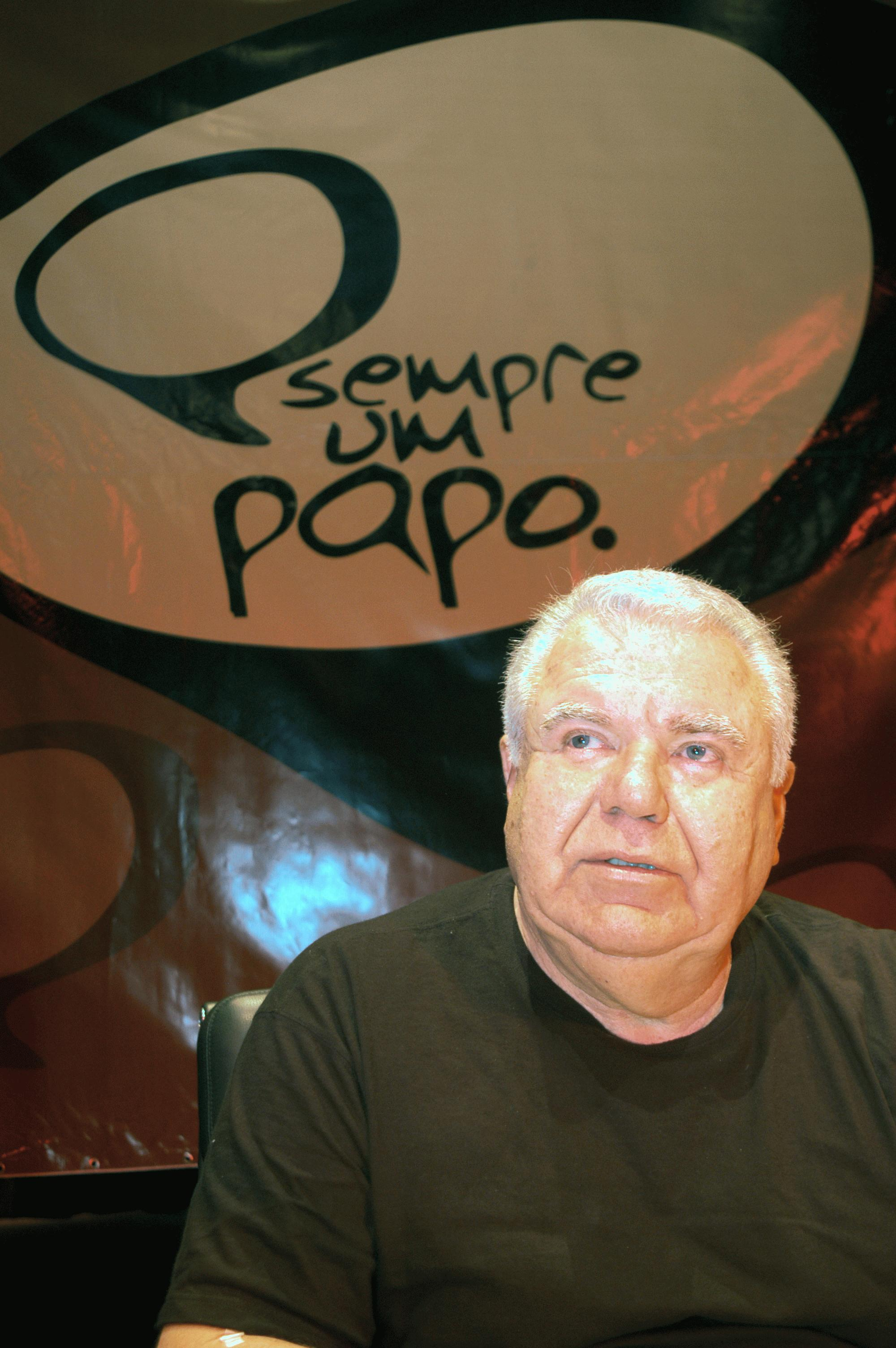
Jaime Lerner

- Jaime Lerner (Brasilien) (Hauptpreis), Architekt
- Viva Rio (Brasilien) (Hauptpreis), gesellschaftliche Hilfsorganisation
- Francisco Toledo (Mexiko) (Hauptpreis), Kunstmaler
- Bush Radio (Südafrika), unabhängige Radiostation
- Communalism Combat (Indien), Menschenrechtsorganisation
- Cui Jian (China), Singer-Songwriter, Trompeter, Gitarrist und Filmschauspieler
- Film Resource Unit (Südafrika), unabhängiger Filmverteiler
- Arif Hasan (Pakistan), Architekt, Stadtplaner, Sozialphilosoph und Dichter
- Bhupen Khakhar (Indien), Künstler
- Komal Kothari (Indien), Ethnomusikologe
- Werewere-Liking Gnepo (Elfenbeinküste), Kunstmalerin, Filmschöpferin und Schriftstellerin
- Ayu Utami (Indonesien), Radiomacher und Schriftstellerin
- Levon Boyadjian (Van Leo) (Ägypten), Fotograf

### 2001

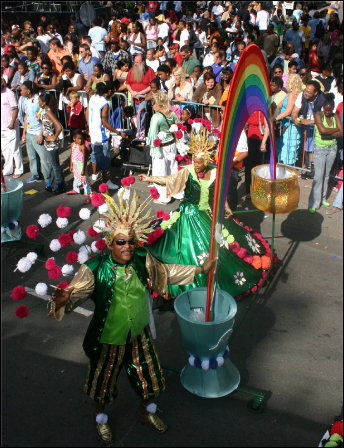
Sommerkarneval in Rotterdam, 2006

- Sommerkarneval (Rotterdam, Niederlande) (Hauptpreis)
- Peter Minshall, (Trinidad) (Hauptpreis), Karnevalskostümschöpfer
- Chris Abani (Nigeria), Schriftsteller und Dichter
- Dương Thu Hương (Vietnam), Schriftstellerin
- Samuel Fosso (Kamerun), Fotograf
- Jahan-e Ketab (Iran), Literaturzeitschrift
- Mehri Maftun (Afghanistan), Ethnomusiker
- Antun Maqdisi (Syrien), politischer Philosoph
- Ibrahim El-Salahi (Sudan), Kunstmaler
- Elena Rivera Mirano (Philippinen), Sängerin, Chorleiter und Musikologin
- Talingo (Panama), Kulturzeitschrift
- Iván Thays (Peru), Schriftsteller

### 2002

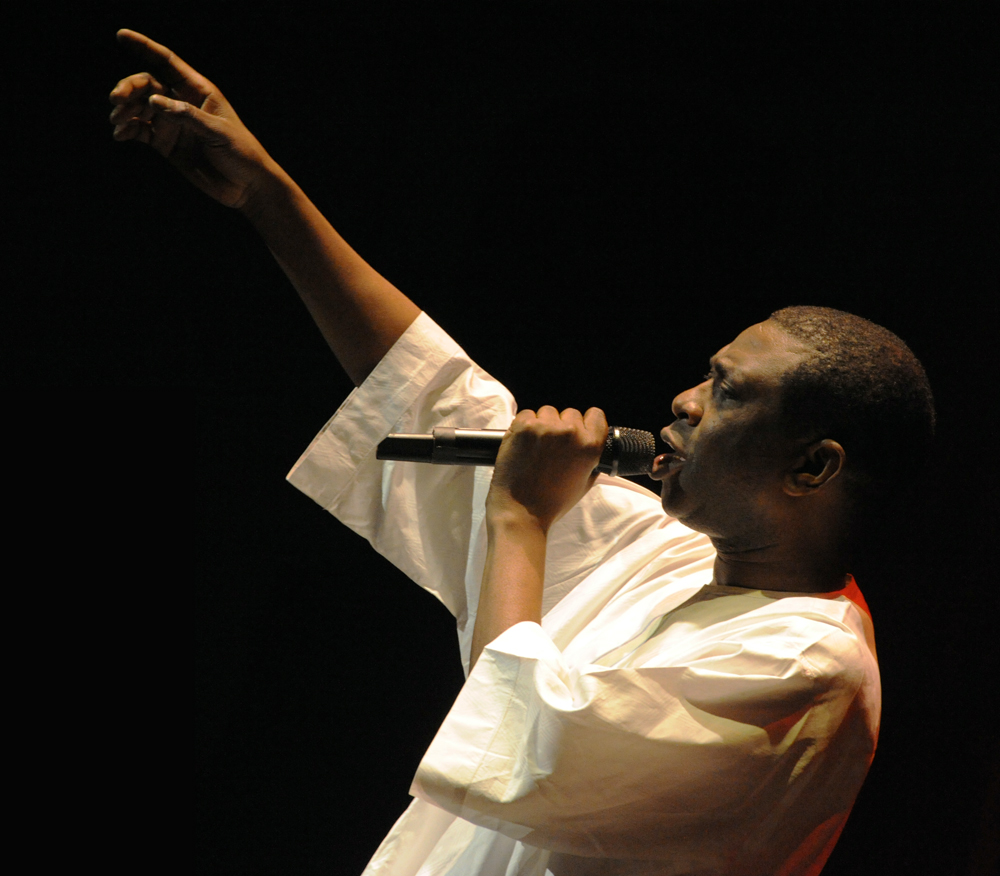
Youssou N’Dour

- Mohamed Chafik (Marokko) (Hauptpreis), Schriftsteller
- Marcelo Araúz (Bolivien), Festivaldirektor, Kulturförderer und Chorleiter
- Ali Ferzat (Syrien), Cartoonist
- Ferreira Gullar (Brasilien), Schriftsteller und Kunstkritiker
- Amira Hass (Israel), Schriftstellerin
- Lembaga Kajian Islam dan Sosial (Indonesien), Menschenrechtsorganisation
- Virginia Pérez-Ratton (Costa Rica), Künstlerin, Kunstkritikerin und Konservatorin
- Youssou N’Dour (Senegal), Sänger
- Walter Tournier (Uruguay), Filmschöpfer von Trickfilms
- Wu Liangyong (China), Städtebaumeister

### 2003

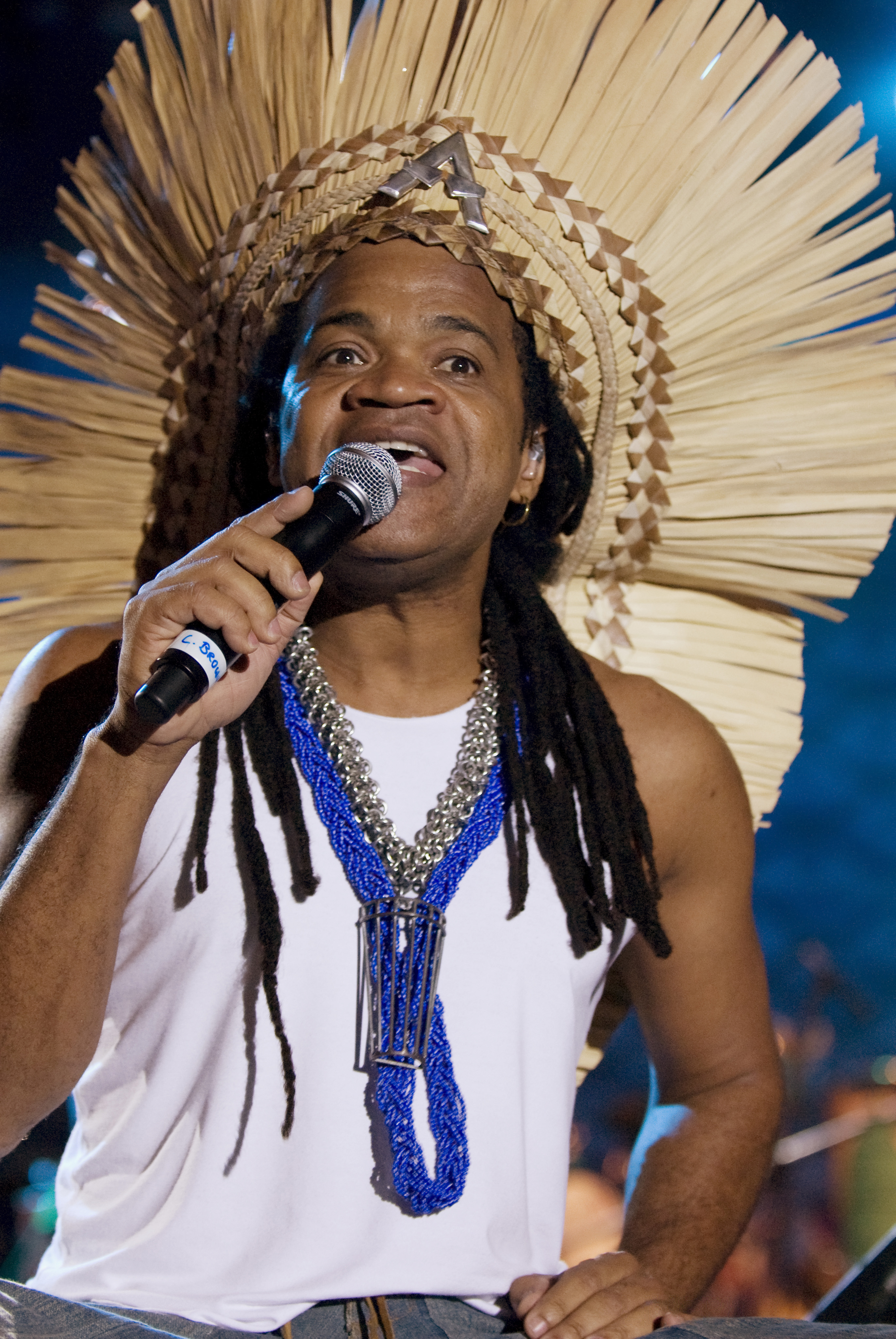
Carlinhos Brown

- Wang Shixiang (China) (Hauptpreis), Kunstsammler und Dichter
- Arabischer Bericht über die menschliche Entwicklung 2002
- Mathare Youth Sports Association (Kenia), Entwicklungshilfeorganisation
- Carlinhos Brown (Brasilien), Singer-Songwriter und Schlagzeuger
- Lita Stantic (Argentinien), Filmproduzentin
- District Six Museum (Südafrika), Apartheidmuseum
- Hasan Saltik (Türkei), Musikproduzent
- Mick Pearce (Simbabwe), Architekt
- Reyum Institute of Arts and Culture (Kambodscha), Kunst- und Kulturinstitut
- Ganesh Devy (Indien), Stammesuntersucher, Schriftsteller und Literaturkritiker
- Yovita Meta (Indonesien), Modeschöpferin und Gewerbekünstlerin

### 2004

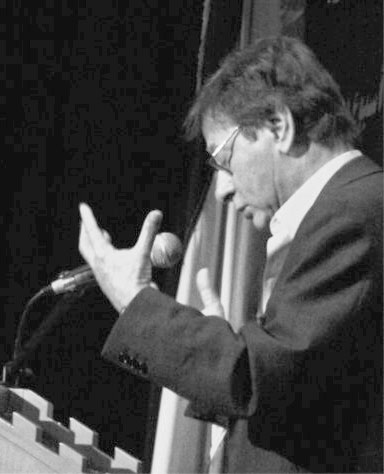
Mahmud Darwisch

- Mahmud Darwisch (Palästina) (Hauptpreis), Dichter und Schriftsteller
- Jawad al-Assadi (Irak), Theaterschöpfer und Dichter
- Tin Moe (Myanmar), Dichter
- Ivaldo Bertazzo (Brasilien), Tänzer und Choreograph
- Bhutan Archery Federation (Bhutan), kultureller Bogenschützenverein
- Halet Çambel (Türkei), Archäologe
- Omara Khan Massoudi (Afghanistan), Museumsdirektor
- Memoria Abierta (Argentinien), Menschenrechtsorganisation
- Farroukh Qasim (Tadschikistan), Theaterschöpfer
- Aminata Traoré (Mali), Schriftstellerin und politische Aktivistin

### 2005

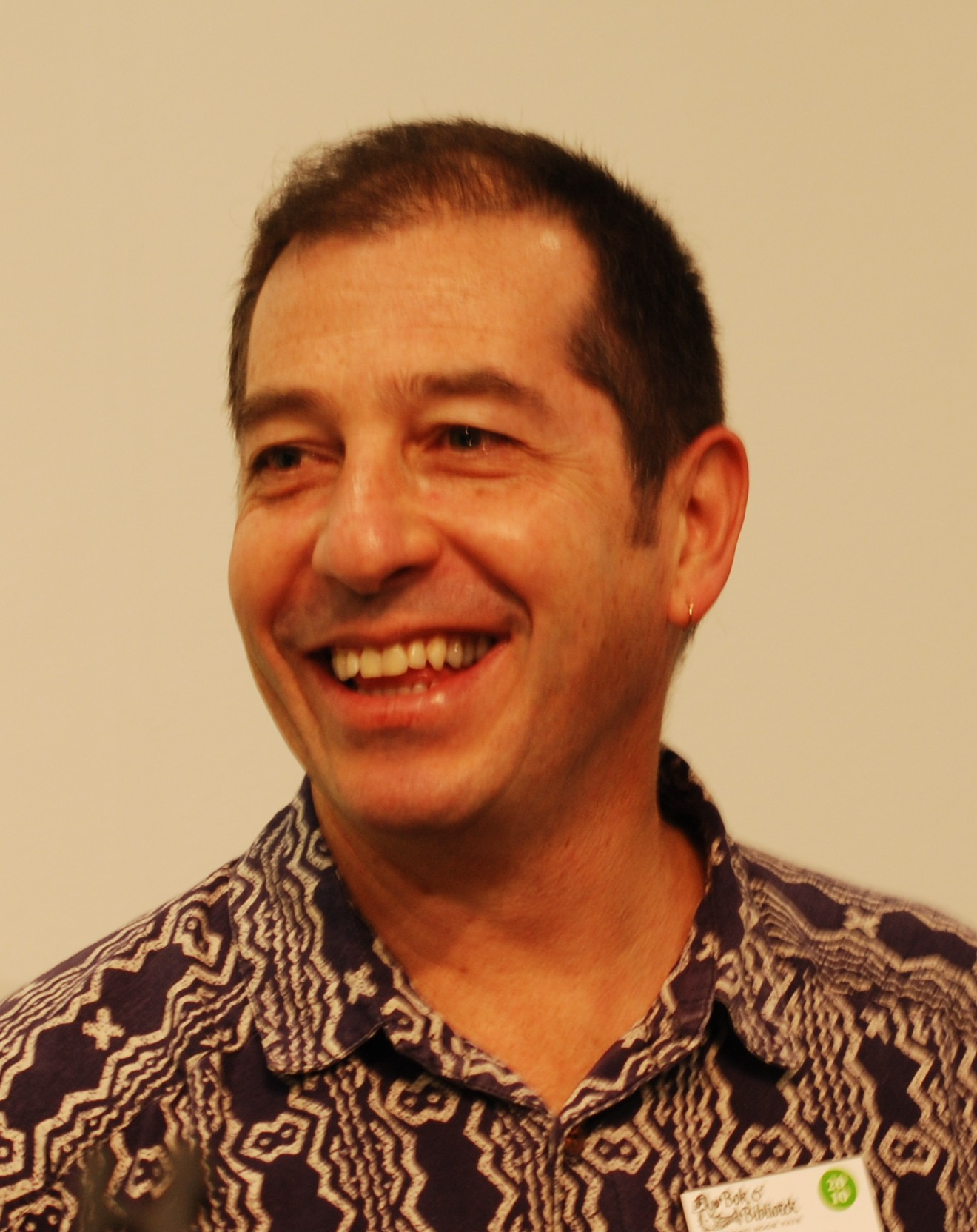
Jonathan Shapiro

- Jonathan Shapiro (Südafrika) (Hauptpreis), Karikaturist
- Lenin el-Ramly (Ägypten), Schriftsteller und Regisseur
- Slamet Gundono (Indonesien), Wajangpuppenspieler und Künstler
- Edgar Langeveldt (Simbabwe), Stand-up-Comedian, Singer-Songwriter und Schauspieler
- Michael Poghosian (Armenien), Schauspieler, Sänger und Kabarettist
- Joaquín Salvador Lavado, alias Quino (Argentinien), Cartoonist und Comiczeichner
- Ebrahim Nabavi (Iran), Schriftsteller und Satiriker
- Chéri Samba (Demokratische Republik Kongo), Kunstmaler
- Niède Guidon (Brasilien), Archäologin
- Abdul Sheriff (Tansania), Museumsdirektor
- Opiyo Okach (Kenia), Tänzer und Choreograph

### 2006
- Reza Abedini (Iran) (Hauptpreis), grafischer Künstler und Kunstkritiker
- Lida Abdul (Afghanistan), Künstlerin und Video- und Fotografin
- Christine Tohmé (Libanon), Konservatorin und Kunstförderer
- Erna Brodber (Jamaika), Schriftstellerin und Soziologin
- Henry Chakava (Kenia), Verleger
- Frankétienne (Haiti), Schriftsteller, Dichter, Dramaturg, Musiker und Kunstmaler
- Madeeha Gauhar (Pakistan), Schauspielerin, Schriftstellerin und Theaterschöpfer und Frauenrechtsaktivistin
- Michael Mel (Papua-Neuguinea), Kunstwissenschaftler, Konservator, Philosoph, Musiker und Bühnenautor
- Committee for Relevant Art (CORA) (Nigeria), Kunstplattform
- Al Kamandjâti (Palästina), musikalische Hilfsorganisation
- Musée national du Mali in Bamako (Mali), archäologisches und ethnologisches Museum

### 2007

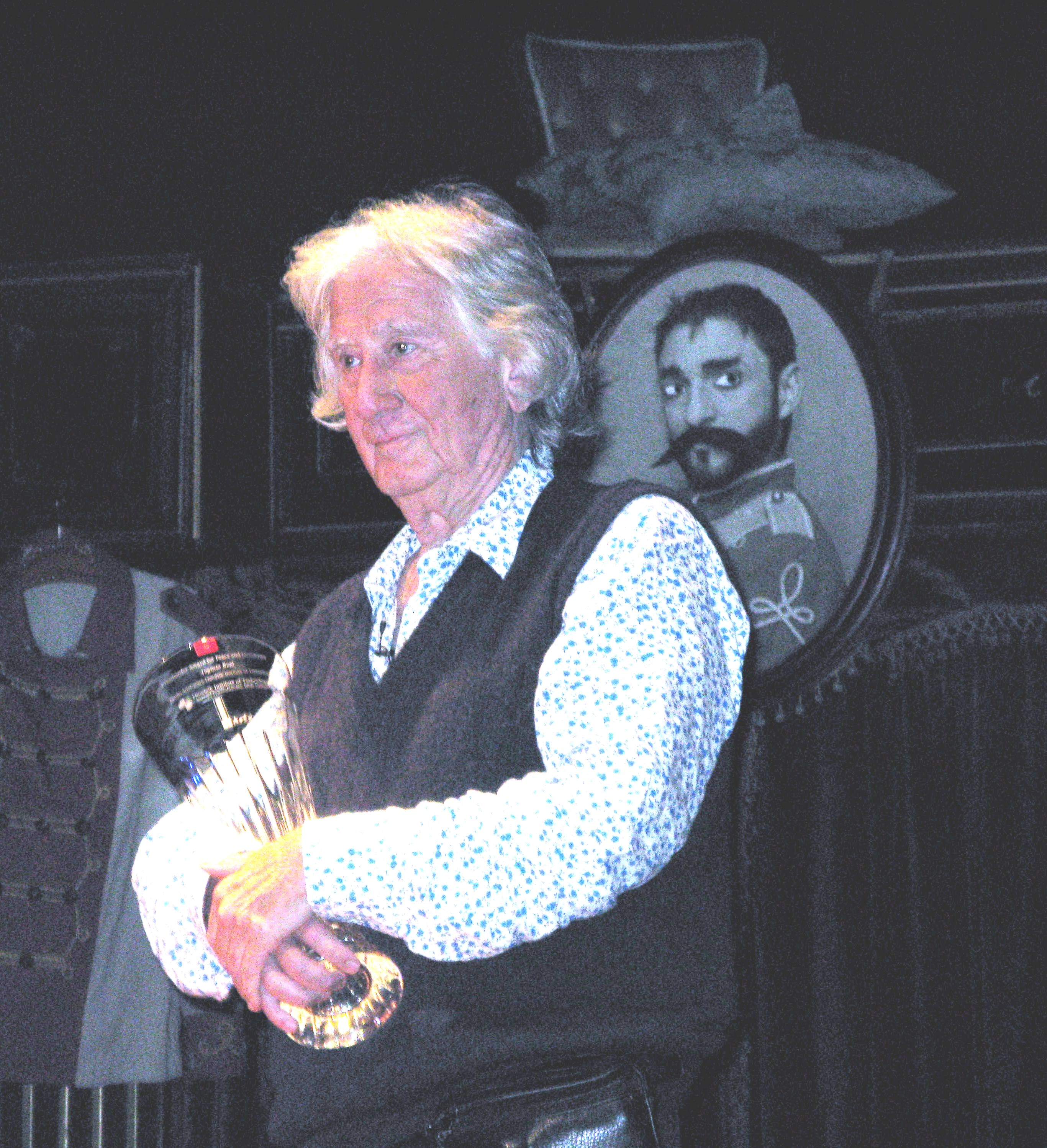
Augusto Boal

- Faustin Linyekula (Demokratische Republik Kongo) (Hauptpreis), Tänzer und Choreograph
- Patricia Ariza (Kolumbien), Dramaturgin, Dichterin und Schauspielerin
- Augusto Boal (Brasilien), Theaterschöpfer
- Emily Jacir (Palästina), Künstlerin
- Hollis Liverpool (Britische Jungferninseln), Calypsosänger und Schriftsteller
- Sudanesischer Schriftstellerunion (Sudan)
- Ars Aevi (Bosnien und Herzegowina), Kunstmuseum
- Oscar Hagerman (Mexiko), Architekt und Designer
- Harutyun Khachatryan (Armenien), Filmschöpfer
- Godfrey Mwampembwa, alias Gado (Kenia/Tansania), Cartoonist
- Radio Isanganiro (Burundi), Menschenrechtsorganisation

### 2008
- Indira Goswami (Indien) (Hauptpreis), Schriftstellerin und Dichterin
- Li Xianting (China), Kunstkritiker
- Ganchugiyn Purevbat (Mongolei), Kunstmaler, Museumsdirektor und Lama
- Ousmane Sow (Senegal), Bildhauer
- Dayanita Singh (Indien), Fotografin
- Elia Suleiman (Palästina), Filmregisseur
- James Iroha Uchechukwu (Nigeria), Fotograf
- Tania Bruguera (Kuba), Künstlerin
- Ma Ke (China), Modeschöpferin
- Jeanguy Saintus (Haiti), Tänzer und Choreograph
- Carlos Henríquez Consalvi (Venezuela/El Salvador), Radioschöpfer und Museumsdirektor

### 2009

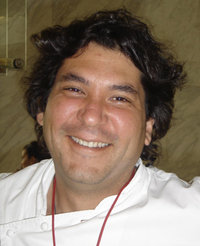
Gastón Acurio

- Simón Vélez (Kolumbien) (Hauptpreis), Architekt
- El Anatsui (Ghana), Bildhauer
- Doual'art (Kamerun), Kunstorganisation
- Liang Shaoji (China), konzeptueller Künstler
- Jivya Soma Mashe (Indien), Künstler
- Sammy Baloji (Demokratische Republik Kongo), Fotograf
- Santu Mofokeng (Südafrika), Fotograf
- Kanak Dixit (Nepal), Verleger und Schriftsteller
- Institut für die Geschichte Nicaraguas und Zentralamerikas (Nicaragua)
- Desiderio Navarro (Kuba), Kunst- und Kulturkritiker
- Gastón Acurio (Peru), Koch und Feinschmecker

### 2010
- Barzakh Editions (Algerien) (Hauptpreis), unabhängiger Verlag
- Decolonizing Architecture institute (DAi, Palästina), Architekturinstitut
- Jia Zhangke (China), Filmschöpfer, Schauspieler und Schriftsteller
- Kwani? (Kenia), Literaturzeitschrift
- Ana Maria Machado (Brasilien), Kunstmalerin und Schriftstellerin
- Yoani Sánchez (Kuba), Bloggerin und Menschenrechtsaktivistin
- Maya Goded (Mexiko), Fotografin
- Kasmalieva und Djumaliev (Kirgisistan), Künstlerduo
- Dinh Q. Lê (Vietnam), Künstler und Fotograf
- Mehrdad Oskouei (Iran), Dokumentarschöpfer
- Aung Zaw (Thailand), Verleger

### 2011

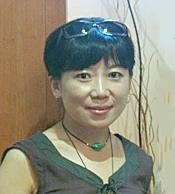
Tsering Woeser

- Ntone Edjabe (Pan-Afrika) (Hauptpreis), Disk-Jockey, Schriftsteller und Verleger
- Said Atabekov (Kasachstan), Künstler und Video- und Fotograf
- Book Café (Simbabwe), Plattform für freie kulturelle Expression
- Nidia Bustos (Nicaragua), Kulturaktivistin und Theaterdirektorin
- Rena Effendi (Aserbaidschan), Fotografin
- Regina José Galindo (Guatemala), Body-Art- und Performancekünstlerin
- Ilkhom Theater (Usbekistan), unabhängiges Theater
- Kettly Mars (Haiti), Dichterin und Schriftstellerin
- Rabih Mroué (Libanon), Theaterschöpfer und Künstler
- Riwaq Centre (Palästina), Architekturorganisation
- Tsering Woeser (Tibet, China), Schriftstellerin, Dichterin und Bloggerin

### 2012

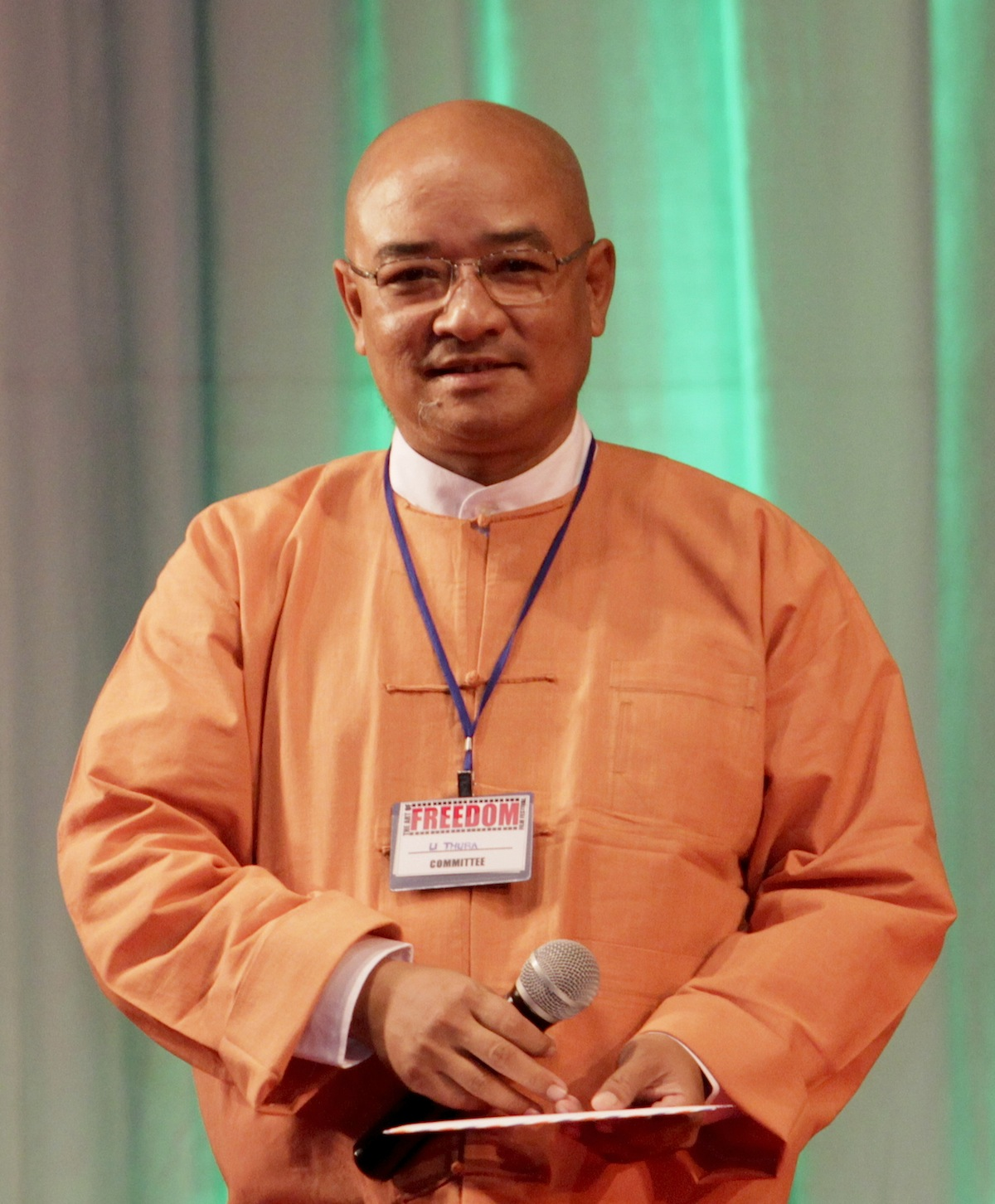
Zarganar

- Eloísa Cartonera  (Argentinien) (Hauptpreis), Zusammenschluss von Verlegern und Schriftstellern
- Sami Ben Gharbia (Tunesien), Internetaktivist
- Habiba Djahnine (Algerien), Filmproduzentin, Filmfestivalkuratorin und Essayistin
- Yassin al-Haj Saleh (Syrien), Schriftsteller
- Widad Kawar (Palästina), Sammlerin und Untersucherin von arabischer Kleidung und Schmuck
- Teresa Margolles (Mexiko), Performancekünstlerin und Video- und Fotografin
- Boniface Mwangi (Kenia), Pressefotograf und Friedensaktivist
- Phare Ponleu Selpak (Kambodscha), kulturelle Hilfsorganisation
- Ian Randle (Jamaika), unabhängiger Verleger
- Maung Thura, alias Zarganar (Myanmar), Komiker und Filmschöpfer
- Mohamed Ibrahim Warsame alias Hadraawi (Somalia), Dichter und Songwriter

### 2013
- Zanele Muholi (Südafrika), Fotografin

### 2017
- Diébédo Francis Kéré

### 2018
- Kidlat Tahimik

### 2019
- Kamala Ibrahim Ishaq (* 1939), Sudan, bildende Künstlerin, bekannt durch die Kunstbewegung der Crystalist Group

### 2022
- Luis Manuel Otero Alcántara (Kuba), Performancekünstler und Menschenrechtsaktivist[1]